# کراولی (تگزاس)
کراولی، تگزاس(به انگلیسی: Crowley, Texas) شهری در ایالت تگزاس از ایالات جنوبی ایالات متحده آمریکا است. در سرشماری سال ۲۰۱۰، جمعیت این شهر ۱۲۸۳۸ نفر اعلام شد.